# جيمس هادلي
جيمس هادلي (بالإنجليزية: James Hadley)‏ هو مؤرخ أمريكي، ولد في 10 مارس 1821 في فيرفيلد في الولايات المتحدة، وتوفي في 14 نوفمبر 1872 في نيو هيفن في الولايات المتحدة.

## وصلات خارجية
- جيمس هادلي على موقع الموسوعة البريطانية (الإنجليزية)